# Relecture
La relecture est une activité consistant à relire un texte. Elle peut avoir différentes motivations. Pour son auteur, avant la publication du texte, elle peut servir à détecter d'éventuelles erreurs. Pour le lecteur, quand le texte est publié, elle peut notamment servir à mieux apprécier la construction d'une intrigue jusqu'à la révélation finale qui l'a surpris à la première lecture, par exemple.

## Avant publication, la relecture pour corriger

Un exemple de mémento de signes de correction français

Dans le cadre de l'édition, une fois la composition terminée, on tire une épreuve de correction, qui est remise au correcteur. Depuis les débuts de l’imprimerie, la correction était souvent effectuée par deux correcteurs : le premier lisait un exemplaire de l’épreuve à haute voix, le second effectuait les corrections au moyen de signes conventionnels. Le lecteur utilisait, pour signaler les diverses ponctuations et styles typographiques, de termes abréviatifs : ouvre pour une parenthèse ouvrante, ferme pour une parenthèse fermante, clame pour un point d’exclamation, sus pour des points de suspension, etc. Plus tard le correcteur travaille seul, apposant ses corrections à l’encre rouge en suivant les codes conventionnels : une marque signale le ou les caractères à changer dans le corps du texte, et la correction à apporter est mentionnée en marge.
À la fin du processus, le relecteur (ou correcteur d'imprimerie) donne un bon à tirer.